# Brabham BT56
O Brabham BT56 foi um carro de Fórmula 1 projetado por John Baldwin e Sergio Rinland, e competiu pela equipe Brabham no Campeonato Mundial de Fórmula 1 de 1987. Foi pilotado por Andrea de Cesaris, Riccardo Patrese e Stefano Modena; tanto de Cesaris quanto Patrese conseguiram um 3º lugar pilotando o BT56. 

## Design
Após uma temporada decepcionante em 1986 com o BT55, a equipe voltou a um design mais convencional em 1987. O designer de longa data da Brabham, Gordon Murray, havia se mudado para a McLaren, deixando o BT56 como o primeiro carro da Brabham não projetado por Murray desde o Brabham BT37, desenhado por Ralph Bellamy, que competiu nas temporadas de 1972 e 1973.
O carro era alimentado pelo motor turboalimentado BMW de 4 cilindros em linha e corria com pneus Goodyear. A Brabham terminou em 8º lugar no Campeonato de Construtores de 1987, com 10 pontos conquistados. Este foi o último carro de Fórmula 1 até 2000 a usar motores BMW, sem contar os motores com a marca Megatron usados pela Arrows em 1988.
Este foi o último Brabham a usar um motor turboalimentado. Foi também o último Brabham projetado enquanto o antigo proprietário Bernie Ecclestone dirigia a equipe: ele vendeu a equipe por US$ 5 milhões para o empresário suíço Walter Brun no final de 1988, após comprá-la em 1972 por US$ 120.000 do cofundador da equipe, Ron Tauranac.

## Histórico de corridas
O BT56 não era um carro muito competitivo; embora fosse mais rápido que alguns outros (Patrese chegou a correr em segundo lugar antes de abandonar o Grande Prêmio de San Marino naquele ano), não se comparava em competitividade com os carros da Williams, McLaren, Ferrari ou Lotus daquele ano. 
Era também um carro muito pouco confiável; tiveram 7 chegadas combinadas em 16 corridas. Patrese conseguiu um terceiro lugar no México, embora, mais cedo na temporada, tenha perdido a segunda posição no Grande Prêmio de San Marino devido a uma falha no alternador.
De Cesaris terminou apenas uma corrida, um terceiro lugar na Bélgica. Embora tivesse uma má reputação por causar acidentes, a maioria de suas desistências foi devido a falhas mecânicas. Alguns suspeitavam que isso se devia ao seu temperamento questionável e ao seu tratamento rigoroso do carro.
A Brabham terminou em 8º lugar no Campeonato de Construtores de 1987, com 10 pontos conquistados.
A Brabham não participou da Fórmula 1 na temporada de 1988 e retornou em 1989 com o Brabham BT58, alimentado pelo motor V8 Judd aspirado.

## Resultados[1]
(legenda) 
| Ano  | Chassi | Motor               | Pneus | N° | Pilotos           | 1   | 2   | 3   | 4   | 5   | 6   | 7   | 8   | 9   | 10  | 11  | 12  | 13  | 14  | 15  | 16  | Pontos | Posição |  |
| ---- | ------ | ------------------- | ----- | -- | ----------------- | --- | --- | --- | --- | --- | --- | --- | --- | --- | --- | --- | --- | --- | --- | --- | --- | ------ | ------- |  |
|      |        |                     |       |    |                   |     |     |     |     |     |     |     |     |     |     |     |     |     |     |     |     |        |         |  |
|      |        |                     |       |    |                   | BRA | SMR | BEL | MON | USE | FRA | GBR | GER | HUN | AUT | ITA | POR | SPA | MEX | JPN | AUS |        |         |  |
| 1987 | BT56   | BMW M12/13 L4 turbo | G     | 7  | Riccardo Patrese  | Ret | 9   | Ret | Ret | 9   | Ret | Ret | Ret | 5   | Ret | Ret | Ret | 13  | 3   | 11  |     | 10     | 8°      |  |
| 1987 | BT56   | BMW M12/13 L4 turbo | G     | 7  | Stefano Modena    |     |     |     |     |     |     |     |     |     |     |     |     |     |     |     | Ret | 10     | 8°      |  |
| 1987 | BT56   | BMW M12/13 L4 turbo | G     | 8  | Andrea de Cesaris | Ret | Ret | 3   | Ret | Ret | Ret | Ret | Ret | Ret | Ret | Ret | Ret | Ret | Ret | Ret | 8   | 10     | 8°      |  |